# 凡尔登号航空母舰
凡尔登号是法国海军1950年代探讨的一种航空母舰。它设计时就是明确了要承担核打击的任务。1958年开始讨论建造可能，但是1961年后因为资金不足取消。